# سه‌کالبد
سه کالبد بودا یا تری‌کایه (Trikāya) یکی از مفاهیم رایج در بوداگرایی است. تری‌کایه واژه‌ای سانسکریت و به معنای سه کالبد است (در چینی: 三身 سانشِن، در ژاپنی 三身 سانجین).
مهایانه (طریقت بزرگ) یکی از کیش‌های مهم دین بوداست. قلب مهایانه در مفهوم سه‌کالبد و همچنین مفاهیم بوداسف (بیداروجود)، فراشناخت (پرَگیا) و مهرورزی (کرونا) است.
اندکی پس از درگذشت بودا این اندیشه در دل بسیاری از پیروانش افتاد که او را بالاتر از انسان بدانند. نزد هینه‌یانی‌ها بودا انسان برتری بود که از طریق نیروی فرهنگ روحی و شایستگی حاصل از زندگی‌های گذشته‌اش در این زندگی به کمال بینش رسیده‌است. اما احترام ژرفی که شاگردانش در دل به او می‌گذاشتند نمی‌توانست با انسان معمولی بودن استادشان ارضا شود و از این رو او را فراتر از روان فانی دانستند. پس حتی سنت پالی هم در کنار زندگی خاکی، زندگی فراجهانی به او می‌دهد.
بودا سه تا نیست، بلکه یکی است. تری‌کایه، سه جنبه یک بوداست. ذات این سه جنبه یکی است ولی سرشت و کردارهایشان جداگانه است.
انجمن اصلی و اولیه شاگردان بودا یعنی مهاسَنگیکه‌ها بودا را فراجهان می‌دانستند و این مفهوم از آنان به مهایانه‌ای‌ها رسید که از سه طریق به بودا می‌اندیشیدند، یعنی: